# Stazione di San Giorgio Cavalli di Bronzo
La stazione di San Giorgio Cavalli di Bronzo è una stazione della ferrovia Circumvesuviana, sita nel comune di San Giorgio a Cremano.
Si trova sulla ferrovia Napoli-Pompei-Poggiomarino.

## Strutture e impianti
Inaugurata nel 1969, la stazione sorge all'interno di una galleria. Il fabbricato viaggiatori ospita la biglietteria, una piccola sala d'attesa e le rampe di scale che consentono di raggiungere le banchine al servizio dei due binari passanti.
Non è presente invece lo scalo merci.

## Movimento
Vi fermano treni diretti a Napoli e Poggiomarino, oltre ai pochi treni limitati a Torre Annunziata.

## Servizi
La stazione dispone di:
- Biglietteria
- Servizi igienici